# 京都市交通局900形電車
京都市交通局900形電車（きょうとしこうつうきょく900がたでんしゃ）は、京都市電の路面電車である。戦後、1955年から1957年にかけて35両が製造された。ワンマンカー改造後の1900形についても、この項目で記述する。

## 900形時代

### 概要
900形は全長12.9m、窓配置D10Dの2軸ボギー車で、同時期に増備された800形より窓1個分車体が長くなったほか、前面中央部の窓が広くなり、それに合わせる形で行先方向幕も拡大された。これらの変更点によって、外観上は800形に比べて重厚で貫禄があり、なおかつ鈍重でないという、600形から始まる京都市電スタイルのひとつの頂点に立つ美しい車両に仕上がった。また、この前面は800形第3グループにも採用され、後には700形にも受け継がれることになった。この他、900形からは車内照明に蛍光灯を採用している。
いわゆる京都市電スタイルは、900形以降軽量化されリファインされたスタイルが700形に継承され、機能的に直線化された形で2000形にも受け継がれるが、好みの分かれるこれらの形式に比べると、900形の重厚で貫禄のあるスタイルを好むファンは世代を問わず幅広く存在する。

### 分類
900形は間接制御車（901 - 915）と直接制御車（916 - 935）の2タイプに分類される。
- 間接制御車

1955年に901 - 915の15両がナニワ工機で製造された。京都市電では800形第2グループ（866 - 880）に続く間接制御車である。主電動機はSS-60（端子電圧600V時1時間定格出力45kW）、制御装置は901・902が東洋電機製造ES-250A、903 - 915が後に700形に装備される三菱電機AB-72-6-MDC、電動発電機は東芝CLG-303-C、915のみが当初三菱MG42-C-S、後にTDK344/1-Bをそれぞれ搭載した。台車は弾性車輪を装備した住友FS-65で、京都市電最高の乗り心地を誇った。集電装置は当初ポールを搭載して就役したが、登場直後の1955年5月にビューゲルに換装、京都市電としてはポール集電で竣工した最後の新車となった。その後1960年から順次Zパンタグラフ化されている。
- 直接制御車

1957年に916 - 935の20両がナニワ工機（916 - 927）、東洋工機（928 - 930）、日本車輌製造（931 - 935）の3社で製造された。主電動機はSS-60（端子電圧600V時1時間定格出力45kW）と変化はないが、制御装置は直接制御の三菱電機KR-8（916 - 930）、東洋電機製造DB-1（931 - 935）を搭載することになったほか、台車は通常車輪の住友FS-65Aを装備している。また、電動発電機も将来にわたって直接制御車として使用することを想定して出力が交流の三菱電機MG-53-Sを搭載している。当初に間接制御車を採用していることから一見車両投入の考え方が後退しているように見えるが、この当時の京都市電では200形・300形単車の置き換えを急ピッチで進めており、配属車庫と使用路線が限定される間接制御車を増備するより、全路線に投入することができる直接制御車の投入を選択したものと思われる。このような現実的な車両投入方針は、700形の直接制御車グループ（701 - 723）まで続けられ、京都市電の早期ボギー車化に大きく貢献した。この他の変更点としては、800形第3グループで採用された通風器が屋根上に取り付けられている。集電装置は当初からビューゲルであったが、間接制御車同様1960年から順次Zパンタグラフ化された。

### 運用及び変遷
900形は間接制御車が烏丸車庫に、直接制御車のうち916 - 925が壬生車庫に、926 - 935が九条車庫にそれぞれ新製投入され、全路線で運用された。当初は戦前から続く青電カラー（上半部濃いベージュ、腰回りダークグリーン）であったが、700形登場後は色調を明るくして、上半クリーム、腰回りグリーンの京都市電カラーに塗り替えられた。また、間接制御車のデビュー当時には「宝池」の方向幕が準備されており、当時実施されていた京福電鉄叡山本線宝ケ池駅への競輪輸送の予備車として充当されることを想定していたと思われる。
間接制御車で採用されていた弾性車輪は、保守の関係上、1965年から1966年にかけて通常車輪に変更された。この他、時期は不明であるが、制御器としてDB-1を搭載していた931 - 935も、KR-8に換装されている。
1970年には、直接制御車のうち916 - 931がワンマン化の対象となり、1900形（廃止後、広島電鉄に譲渡）に改造された（その際、集電装置はビューゲルに交換）。改造されずに残った車両のうち、制御装置の異なる901・902の2両が伏見線の廃止と同時に廃車（1970年3月31日付）となり、残る間接制御車13両も、800形間接制御車とともに1971年7月1日付で廃車された。
直接制御車のうちツーマンカーで残った932 - 935の4両は、九条車庫から錦林車庫に転属したが、烏丸線廃止に伴うツーマン専用車の運転終了により、1974年4月1日付で廃車となった。
ラストナンバーの935号は交通局の保存車に選定されて保管され、2014年3月8日からは梅小路公園で展示されている。

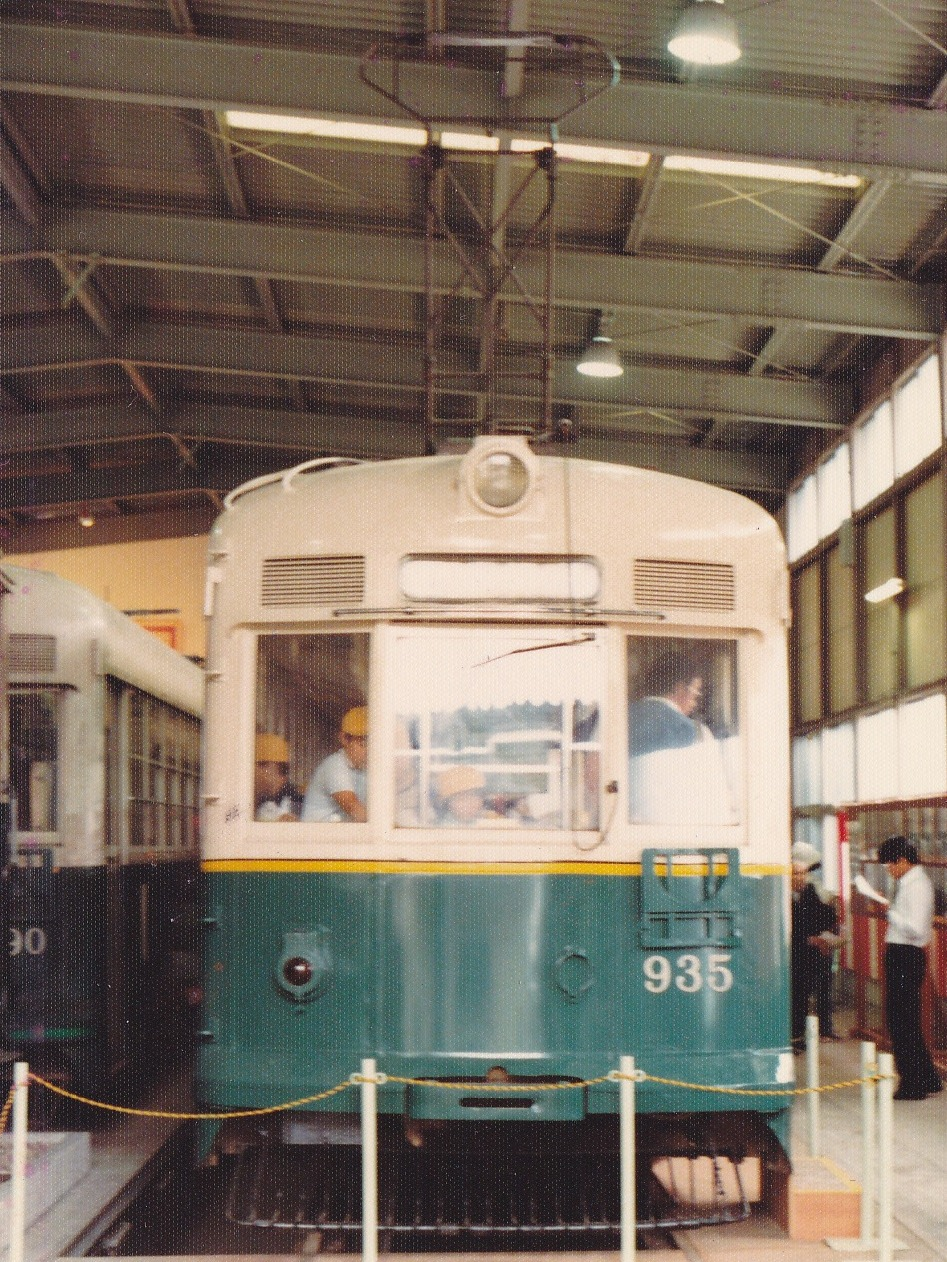
旧烏丸車庫で保存時代の935号車（1982年6月1日撮影）
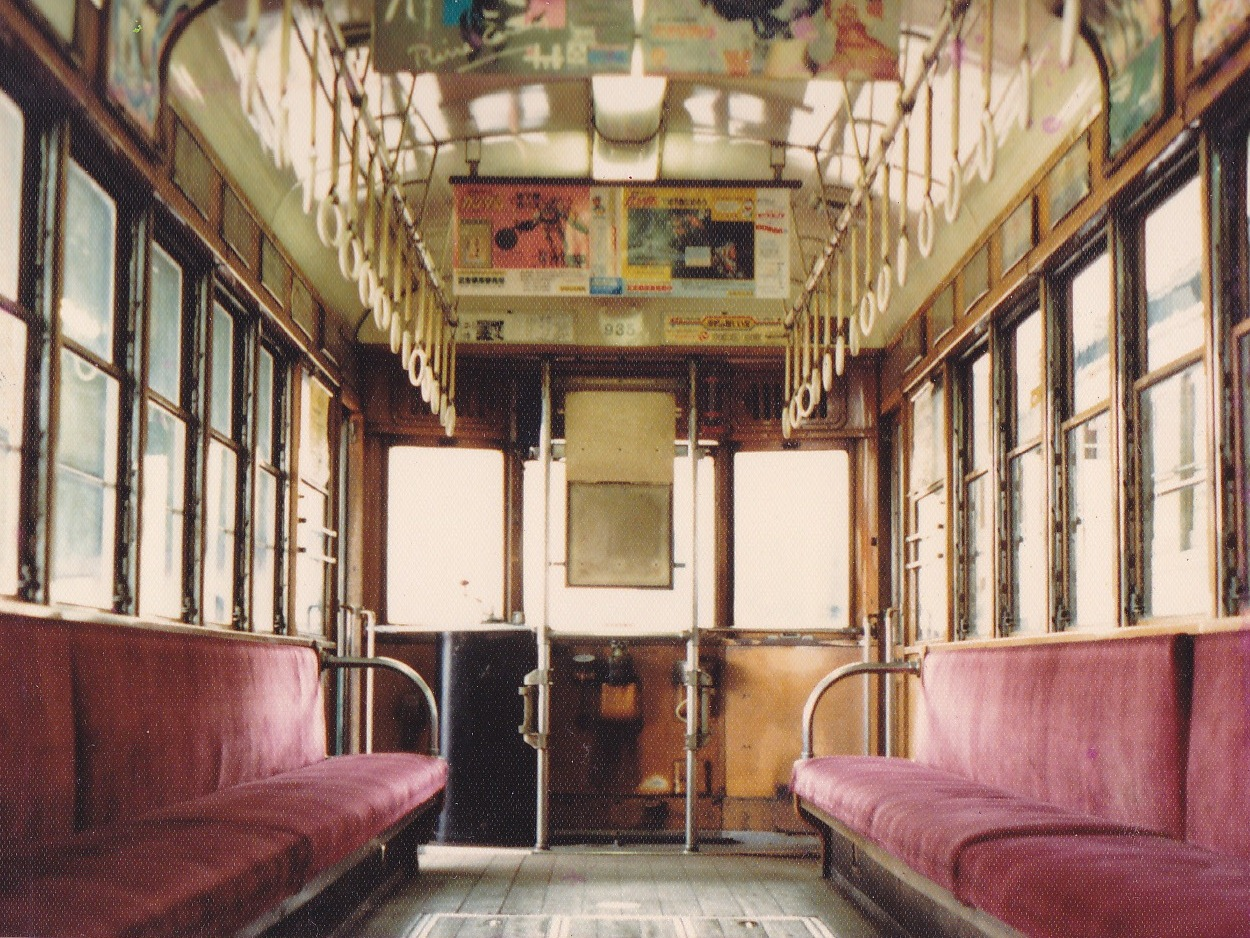
旧烏丸車庫で保存時代の935号車。車内は廃車当時のまま（1982年6月1日撮影）

## 1900形時代

### 概要
1900形は、2600形に始まる京都市電ワンマンカー改造車の最後の形式、かつ京都市電最後の新形式として、1970年に登場した。
種車は直接制御車グループの916 - 931の16両で、改造方法もすでに登場していた1800形同様、前中ドア式のワンマン車に改造され、車両番号の付番も1800形にならって、元の番号に1000を追加されたものになった。
改造点に関して側面部は、後扉を中央部に移設、後扉の跡は鉄板でふさがれ、旧後扉部の窓は閉めきりになった。正面部に関しては、中央1灯の大型の物だったヘッドライトを左右対称に小型のタイプを2灯設置する形に変更し、元のヘッドライトの位置にはワンマンカー表示の行灯が設けられた。また、集電装置も従来付けていたZパンタを、自動引き下げ装置付きビューゲルに交換した。
改造両数が16両と半端なのは、当初の財政再建計画で残す予定だった外郭線（西大路・北大路・東山・九条の各線）と河原町、七条の各線での所要両数を勘案して改造したものであると想定されている。
1900形は登場後烏丸車庫に集中投入され、河原町線を走る5,13,15の各系統のワンマン化に貢献した。その後、1974年2月に1922号が千本北大路 - 船岡公園前間での逆走事故で廃車となった（衝突された1852号は復旧し、京都市電廃止後も京都市内で電車児童館として活用されて1999年まで現存していた）。
1977年10月の河原町・七条線廃止に伴い、1921・1925号の2両が広島電鉄に先行移籍して広島電鉄1900形電車となった。残る13両は京都市電が全廃となる1978年9月まで活躍した。1920号（現在の広電1906号）は京都市電全廃日の最終便（京都駅前発烏丸車庫前行き）に充当され、最後に入庫する際には多数の京都市民が取り囲んで拍手や交通誘導の笛が鳴り響く中で別れを惜しんだ。
その後、残る13両も広島電鉄に移籍し、2023年までは15両全車が同電鉄で現役だったが、2024年6月に1902・1903(京都時代は1917・1918)2両の退役が発表された。

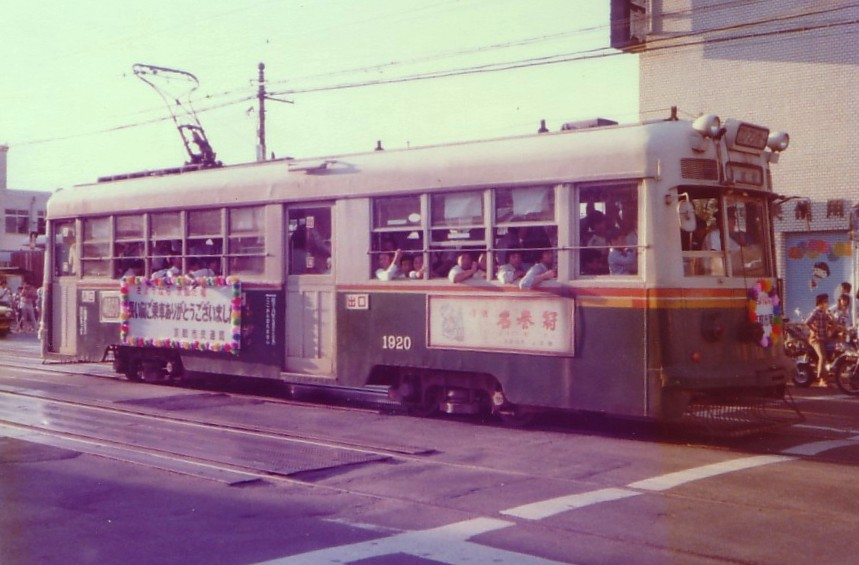
京都営業最終日の1900形1920号車、1978年撮影。（→現在は広電1906号車）
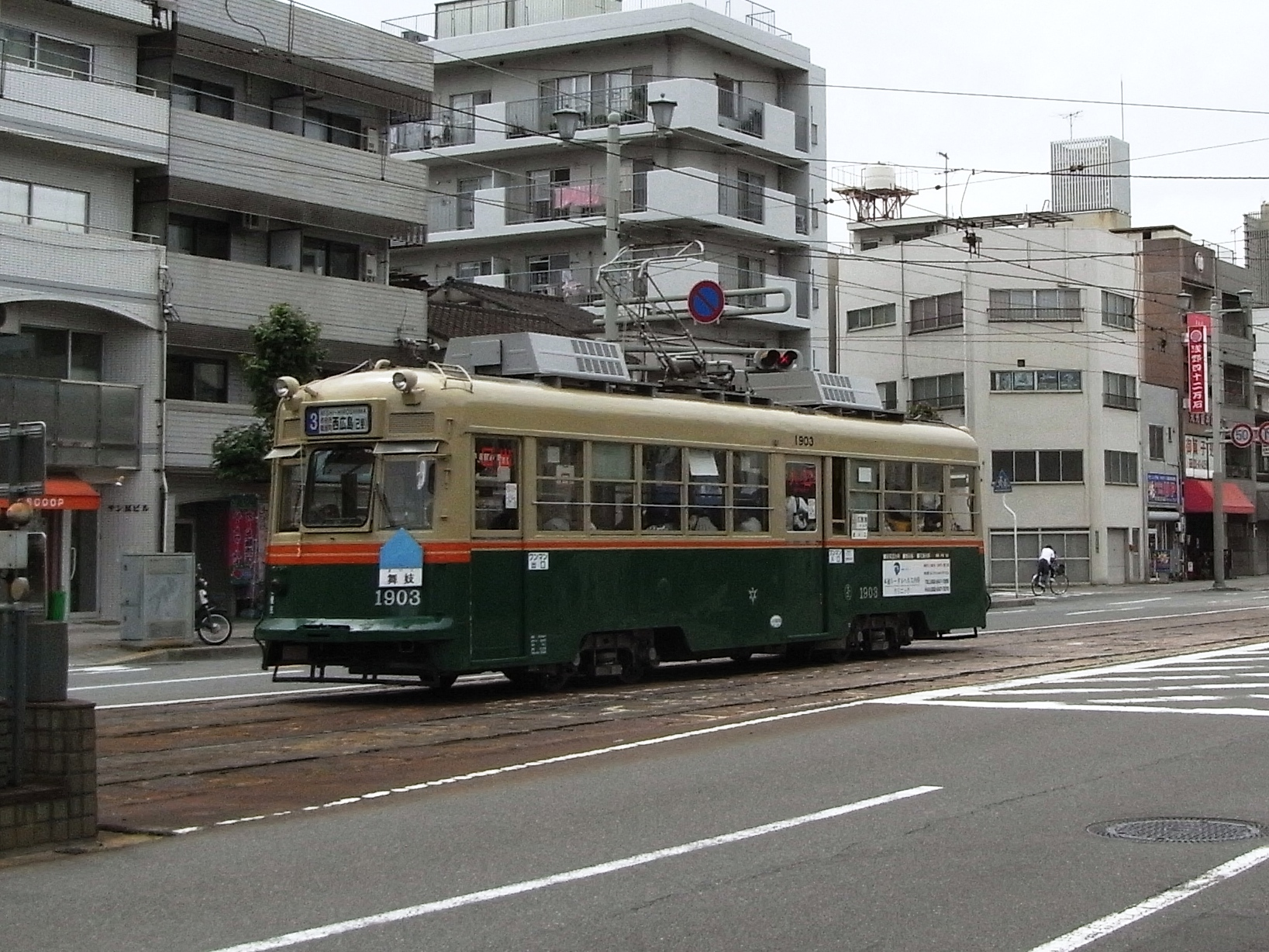
（京都市電1918号車→）広電譲渡後は1903号車、2008年撮影。ドア部分の塗装・屋根・正面の方向幕などが京都時代との大きな違い。
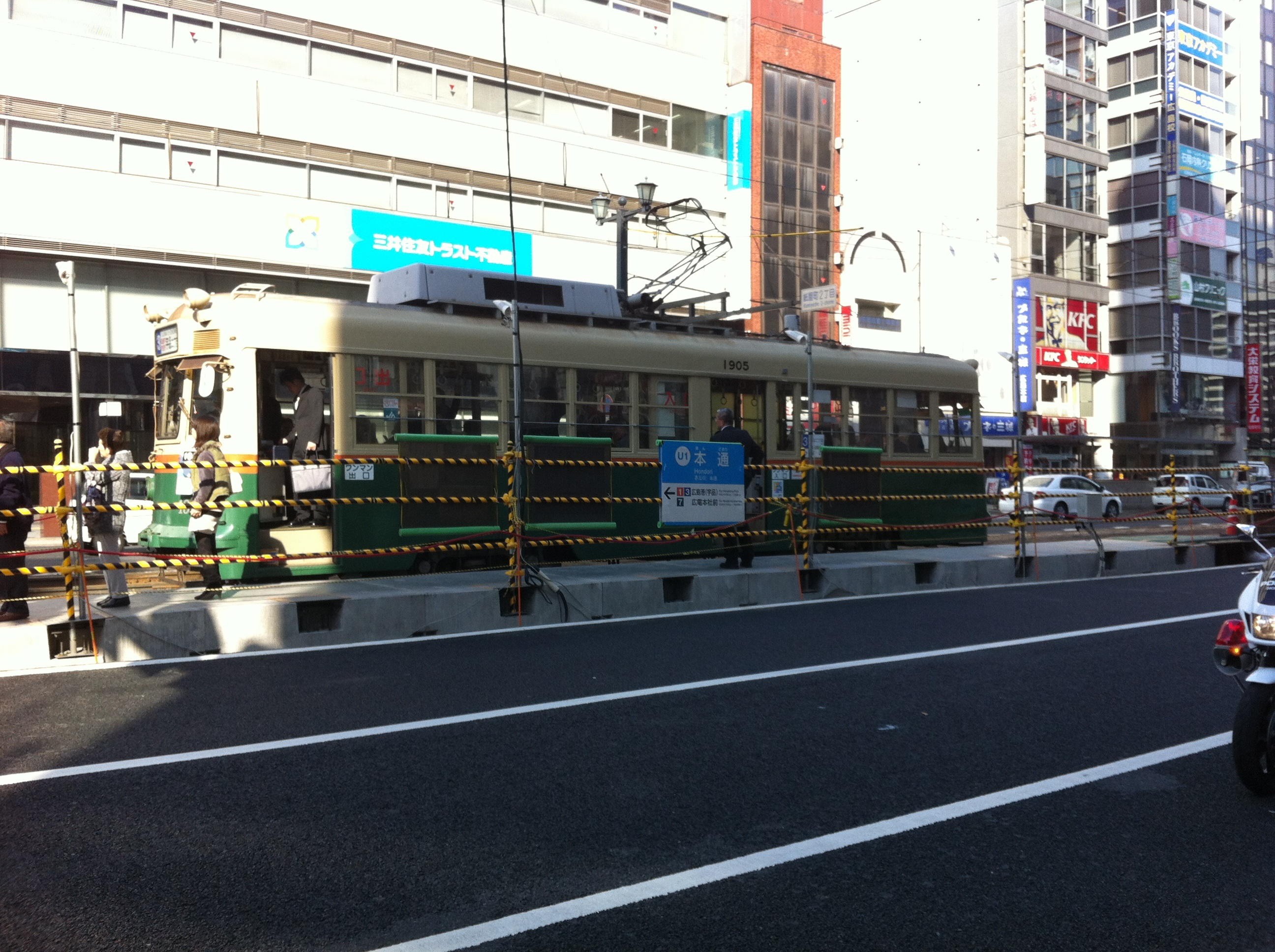
（京都市電1919号車→）広電譲渡後は1905号車、2012年撮影。

## 各車状況
| 車番 | 竣工      | ワンマンカー改造 | 廃車       | 最終所属車庫 | 備考                     |
| 901  | 1955年3月 | 未実施           | 1970年5月  | 烏丸車庫     |                          |
| 902  | 1955年3月 | 未実施           | 1970年5月  | 烏丸車庫     |                          |
| 903  | 1955年3月 | 未実施           | 1971年7月  | 烏丸車庫     |                          |
| 904  | 1955年3月 | 未実施           | 1971年7月  | 烏丸車庫     |                          |
| 905  | 1955年3月 | 未実施           | 1971年7月  | 烏丸車庫     |                          |
| 906  | 1955年3月 | 未実施           | 1971年7月  | 烏丸車庫     |                          |
| 907  | 1955年3月 | 未実施           | 1971年7月  | 烏丸車庫     |                          |
| 908  | 1955年3月 | 未実施           | 1971年7月  | 烏丸車庫     |                          |
| 909  | 1955年3月 | 未実施           | 1971年7月  | 烏丸車庫     |                          |
| 910  | 1955年3月 | 未実施           | 1971年7月  | 烏丸車庫     |                          |
| 911  | 1955年3月 | 未実施           | 1971年7月  | 烏丸車庫     |                          |
| 912  | 1955年3月 | 未実施           | 1971年7月  | 烏丸車庫     |                          |
| 913  | 1955年3月 | 未実施           | 1971年7月  | 烏丸車庫     |                          |
| 914  | 1955年3月 | 未実施           | 1971年7月  | 烏丸車庫     |                          |
| 916  | 1957年9月 | 1970年2月-3月    | 1978年9月  | 烏丸車庫     | 広電1901号になる         |
| 917  | 1957年9月 | 1970年2月-3月    | 1978年9月  | 烏丸車庫     | 広電1902号になる         |
| 918  | 1957年9月 | 1970年2月-3月    | 1978年9月  | 烏丸車庫     | 広電1903号になる         |
| 919  | 1957年9月 | 1970年2月-3月    | 1978年9月  | 烏丸車庫     | 広電1905号になる         |
| 920  | 1957年9月 | 1970年2月-3月    | 1978年9月  | 烏丸車庫     | 広電1906号になる         |
| 921  | 1957年9月 | 1970年2月-3月    | 1977年10月 | 烏丸車庫     | 広電1908号になる         |
| 922  | 1957年9月 | 1970年2月-3月    | 1974年2月  | 烏丸車庫     | 逆走し1852号と衝突、廃車 |
| 923  | 1957年9月 | 1970年2月-3月    | 1977年10月 | 烏丸車庫     | 広電1904号になる         |
| 924  | 1957年9月 | 1970年2月-3月    | 1978年9月  | 烏丸車庫     | 広電1907号になる         |
| 925  | 1957年9月 | 1970年2月-3月    | 1978年9月  | 烏丸車庫     | 広電1909号になる         |
| 926  | 1957年9月 | 1970年2月-3月    | 1978年9月  | 烏丸車庫     | 広電1910号になる         |
| 927  | 1957年9月 | 1970年2月-3月    | 1978年9月  | 烏丸車庫     | 広電1911号になる         |
| 928  | 1957年9月 | 1970年2月-3月    | 1978年9月  | 烏丸車庫     | 広電1912号になる         |
| 929  | 1957年9月 | 1970年2月-3月    | 1978年9月  | 烏丸車庫     | 広電1913号になる         |
| 930  | 1957年9月 | 1970年2月-3月    | 1978年9月  | 烏丸車庫     | 広電1914号になる         |
| 931  | 1957年9月 | 1970年3月        | 1978年9月  | 烏丸車庫     | 広電1915号になる         |
| 932  | 1957年9月 | 未実施           | 1974年5月  | 錦林車庫     |                          |
| 933  | 1957年9月 | 未実施           | 1974年5月  | 錦林車庫     |                          |
| 934  | 1957年9月 | 未実施           | 1974年5月  | 錦林車庫     |                          |
| 935  | 1957年9月 | 未実施           | 1974年5月  | 錦林車庫     |                          |

書籍により、京都時代の車番について異説が存在する。